# دانيال إس. ويلد
دانيال إس. ويلد (بالإنجليزية: Daniel S. Weld) هو عالم حاسوب ومهندس أمريكي، ولد في 13 سبتمبر 1960 في بوسطن في الولايات المتحدة.